# Collezione di studi religiosi, etnologici e psicologici Einaudi
La Collezione di studi religiosi, etnologici e psicologici, detta anche "Collana viola" per il colore della cornice riprodotta sulla copertina dei volumi, è stata una collana edita dalla Einaudi dal 1948 al 1956. In seguito fu acquistata dalla Bollati Boringhieri.
La serie editoriale, fortemente voluta da Cesare Pavese, fu curata da Pavese stesso e da Ernesto de Martino e contribuì notevolmente a diffondere e far conoscere, al vasto pubblico, importanti saggi di psicologia, antropologia ed etnologia.
Tra i traduttori impegnati, vi furono Arrigo Vita, Anna De Martino, Angelo Brelich, Francesco Barberi, Giulio Cogni, Clara Coïsson, Franco Ferrarotti, Lauro De Bosis, Tullio Tentori, Clara Bovero, Virginia Vacca, Franco Lucentini, Diego Carpitella, Vinigi Lorenzo Grottanelli, Ernesta Cerulli.
| Numero | Titolo                                                               | Autore                           | Anno di pubblicazione |
| ------ | -------------------------------------------------------------------- | -------------------------------- | --------------------- |
| 1      | Il mondo magico: prolegomeni a una storia del magismo                | Ernesto de Martino               | 1948                  |
| 2      | L'io e l'inconscio                                                   | Carl Gustav Jung                 | 1948                  |
| 3      | L'anima primitiva                                                    | Lucien Lévy-Bruhl                | 1948                  |
| 4      | Prolegomeni allo studio scientifico della mitologia                  | Carl Gustav Jung, Károly Kerényi | 1948                  |
| 5      | Mente primitiva e civiltà moderna                                    | Charles Robert Aldrich           | 1949                  |
| 6      | Figlie del sole                                                      | Károly Kerényi                   | 1949                  |
| 7      | Le radici storiche dei racconti di fate                              | Vladimir Jakovlevič Propp        | 1949                  |
| 8      | La psicologia di Carl G. Jung                                        | Jolande Jacobi                   | 1949                  |
| 9      | Il cannibalismo                                                      | Ewald Volhard                    | 1949                  |
| 10     | Origini e forme del mito greco                                       | Paula Philippson                 | 1949                  |
| 11     | Il rito religioso: studi psicanalitici                               | Theodor Reik                     | 1949                  |
| 12     | Sesso e repressione sessuale tra i selvaggi                          | Bronisław Malinowski             | 1950                  |
| 13     | Storia della civiltà africana: prolegomeni di una morfologia storica | Leo Frobenius                    | 1950                  |
| 14     | Il ramo d'oro: studio della magia e della religione                  | James Frazer                     | 1950                  |
| 15     | Miti e misteri                                                       | Károly Kerényi                   | 1950                  |
| 16     | Le origini dei poteri magici                                         | Émile Durkheim                   | 1951                  |
| 17     | Tecniche dello yoga                                                  | Mircea Eliade                    | 1952                  |
| 18     | I quaderni                                                           | Lucien Lévy-Bruhl                | 1952                  |
| 19     | Come una cultura primitiva ha concepito il mondo                     | Adolf Ellegard Jensen            | 1952                  |
| 20     | Storia del folklore in Europa                                        | Giuseppe Cocchiara               | 1952                  |
| 21     | La religione nella Grecia antica fino ad Alessandro                  | Raffaele Pettazzoni              | 1953                  |
| 22     | Società e natura: ricerca sociologica                                | Hans Kelsen                      | 1953                  |
| 23     | Trattato di storia delle religioni                                   | Mircea Eliade                    | 1954                  |
| 24     | L'onniscienza di Dio                                                 | Raffaele Pettazzoni              | 1955                  |
| 25     | Scritti sulla musica popolare                                        | Béla Bartók                      | 1955                  |
| 26     | Jupiter, Mars, Quirinus                                              | Georges Dumézil                  | 1955                  |
| 27     | Le origini del teatro italiano                                       | Paolo Toschi                     | 1955                  |
| 28     | Il paese di Cuccagna e altri studi di folklore                       | Giuseppe Cocchiara               | 1956                  |
| 29     | Gli aborigeni australiani                                            | Adolphus Peter Elkin             | 1956                  |